# Monte Lauro in Gaeta
Il Monte Lauro (403 m s.l.m.) è un rilievo montuoso dei Monti Aurunci, nel Lazio meridionale. Insieme al Monte Dragone è la vetta che affaccia direttamente su Gaeta.

## Ascensione alla vetta
La cima si raggiunge con una certa difficoltà seguendo un muraglione in pietra a secco, tra macchia mediterranea bassa e gaiga composta da Erica, Cisto, Ginestra e Ampelodesma. Dalla cima si gode un ampio panorama, con un'ottima vista su Gaeta e sul mare, nonché su  Vindicio e sulla riviera tra Gaeta e Formia.